# Laulau
El laulau es un plato hawaiano, consistente tradicionalmente en cerdo envuelto en luau, u hoja de taro.
En el antiguo Hawái, el laulau se elaboraba tomando unas pocas hojas luau y poniendo unos pocos trozos de pescado o cerdo en el centro. Los extremos de las hojas se doblaban y enrollaban hasta envolver bien el relleno. Entonces se ponía en un horno subterráneo llamado imu. Se ponía piedras calientes sobre el plato, cubriéndolas sobre hojas de plátanos que se quemaban. Unas pocas horas después el laulau estaba listo para comer.
En tiempos modernos, el plato emplea hojas de taro, palometa en salazón, y bien cerdo, ternera o pollo, cociéndose normalmente al vapor. El laulau es un pā mea ʻai (plato combinado) típico que suele servirse acompañado de arroz y ensalada de macarrones.
Platos polinesios parecidos incluyen el lupulu de Tonga (que contiene corned beef) y los palusami y fai'ai samoanos (que contienen pescados, anguilas, gambas, etcétera, solos o combinados).